# Nicola Amoruso
Nicola Amoruso (Cerignola, 29 augustus 1974) is een Italiaanse voetballer. De aanvaller staat sinds januari 2010 onder contract bij Atalanta Bergamo. Eerder kwam hij uit voor onder meer  Juventus Turijn, Napoli, Perugia en Messina.
Amoruso speelde in de periode 1995-1996 vier wedstrijden voor de U-21 van Italië, waarin hij eenmaal scoorde.

## Erelijst
Juventus
- Serie A

1998